# Gustl Müller (Skisportler)
Gustav „Gustl“ Müller (* 23. Oktober 1903 in Lindau; † 20. September 1989 in Bayrischzell) war ein deutscher Skisportler, der in der Nordischen Kombination sowie dessen Einzeldisziplinen Skilanglauf und Skispringen aktiv war.

## Werdegang
Müller gehörte gemeinsam mit Fritz Pellkofer und Hans Bauer zum Bayrischzeller Kleeblatt. 1922 gründeten die Sportler schließlich den Skiclub Bayrischzell. Seinen ersten Erfolg erreichte Müller bei den Deutschen Meisterschaften 1927, bei denen er im Einzel der Nordischen Kombination sowie mit der Staffel im Skilanglauf den Titel gewann. Daraufhin erhielt er einen Startplatz für die Nordischen Skiweltmeisterschaften 1927 in Cortina d’Ampezzo. Im Skisprung-Einzel erreichte Müller dort Rang 27.
Im folgenden Jahr startete er bei den Olympischen Winterspielen 1928 in St. Moritz. Im Einzel der Kombination erreichte er Rang 21. Bei den Deutschen Meisterschaften 1929 wiederholte er seinen Erfolg in der Kombination. Bei den Nordischen Skiweltmeisterschaften 1929 in Zakopane erreichte Müller mit Sprüngen auf 42 und 49 Meter den 28. Rang im Skisprung-Einzel.
1922 gründeten Pellkofer, Bauer, Müller und Wastl Bucher die Bayrischzeller Skischule. Bei den Deutschen Meisterschaften 1930 gewann Müller erstmals drei Titel. Bei den Nordischen Skiweltmeisterschaften 1931 in Oberhof startete Müller zu seinen insgesamt dritten Weltmeisterschaften. Mit Sprüngen auf 54 und 53,5 Metern erreichte er dabei im Skisprung-Einzel den 46. Platz. Wenig später gewann er seinen dritten und letzten deutschen Meistertitel in der Kombination sowie eine weitere Goldmedaille mit der 4 × 10-km-Skilanglaufstaffel. 1932 wiederholte er zum letzten Mal seinen Erfolg mit der Langlaufstaffel.
Bei den Nordischen Skiweltmeisterschaften 1933 in Innsbruck verpasste Müller im Einzel der Kombination als Vierter nur knapp eine Medaille. Auch im Skisprung-Einzel lag er als Fünfter nur knapp hinter den Medaillenrängen.
Seinen letzten internationalen Start bestritt er mit den Nordischen Skiweltmeisterschaften 1934 in Sollefteå. Dort gelang ihm mit dem 38. Platz im Skisprung-Einzel eine Platzierung im Mittelfeld.
Müller trat zum 1. Mai 1933 der NSDAP bei (Mitgliedsnummer 3.206.931) und war Blockwart. Er war zuerst Mitglied der SA und dort Rottenführer, dann Oberscharführer der Waffen-SS.